# Precision Strike Missile
Precision Strike Missile (PrSM) je americká taktická balistická raketa, vyvinutá společností Lockheed Martin pro americkou armádu jako náhrada balistické rakety ATACMS. Oproti ní nabízí větší dostřel s potenciálem pro jeho další zvýšení, menší rozměry umožňující zdvojnásobit počet vezené munice a do budoucna schopnost zasahovat pohyblivé cíle a využít pokročilé způsoby navádění. Umístěna je ve standardizovaných modulárních kontejnerech pro systémy M270 MLRS a M142 HIMARS.
První sériové kusy byly americké armádě doručeny v prosinci 2023. V roce 2025 výborce Lockheed Martin informoval o zvýšení výroby střel PrSM na 400 kusů ročně.

## Vývoj

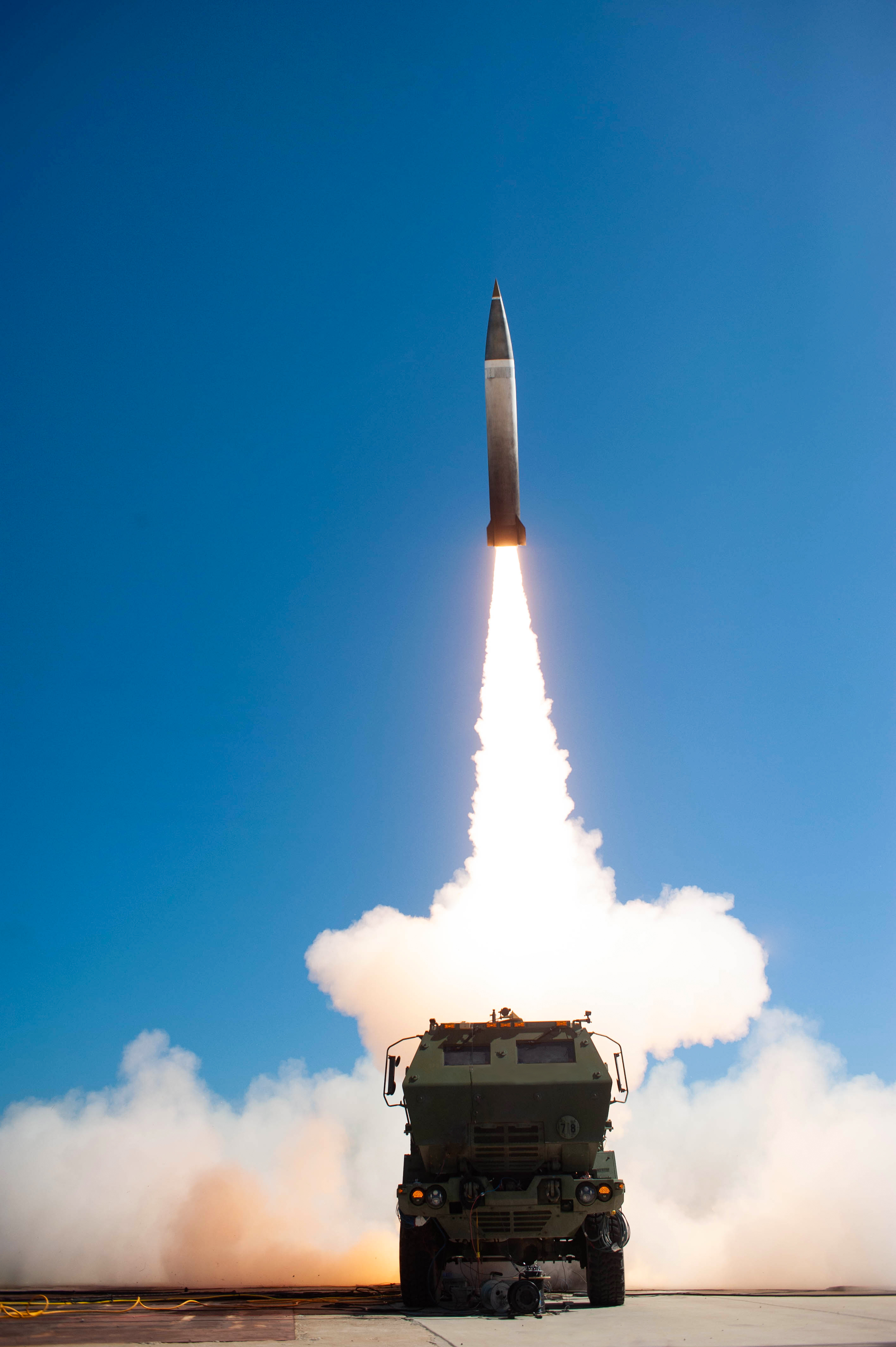
Vypuštění rakety PrSM z raketometu M142 HIMARS

V roce 2016 společnost Lockheed Martin oznámila, že se zúčastní soutěže o náhradu rakety ATACMS v rámci programu Long Range Precision Fires (LRPF). Konkurenty byly společnosti Boeing a Raytheon, obě se však v roce 2020 rozhodly ze soutěže odstoupit, což vedlo k vítězství řešení od společnosti Lockheed Martin.
První zkušební odpal rakety proběhl v prosinci 2019 na střelnici White Sands Missile Range v Novém Mexiku. Do dubna 2020 proběhly celkem tři další úspěšné zkoušky s využitím raketometů M142 HIMARS.
První verze rakety PrSM byla do výzbroje americké armády zařazena v roce 2023. U.S. Army plánuje pořídit celkem 3 896 ks této první verze PrSM označované jako Increment 1. Vývoj nicméně kontinuálně pokračuje a v plánu jsou v současnosti hned tři fáze upgradů, označované jako Increment 2 až 4.

### Increment 2

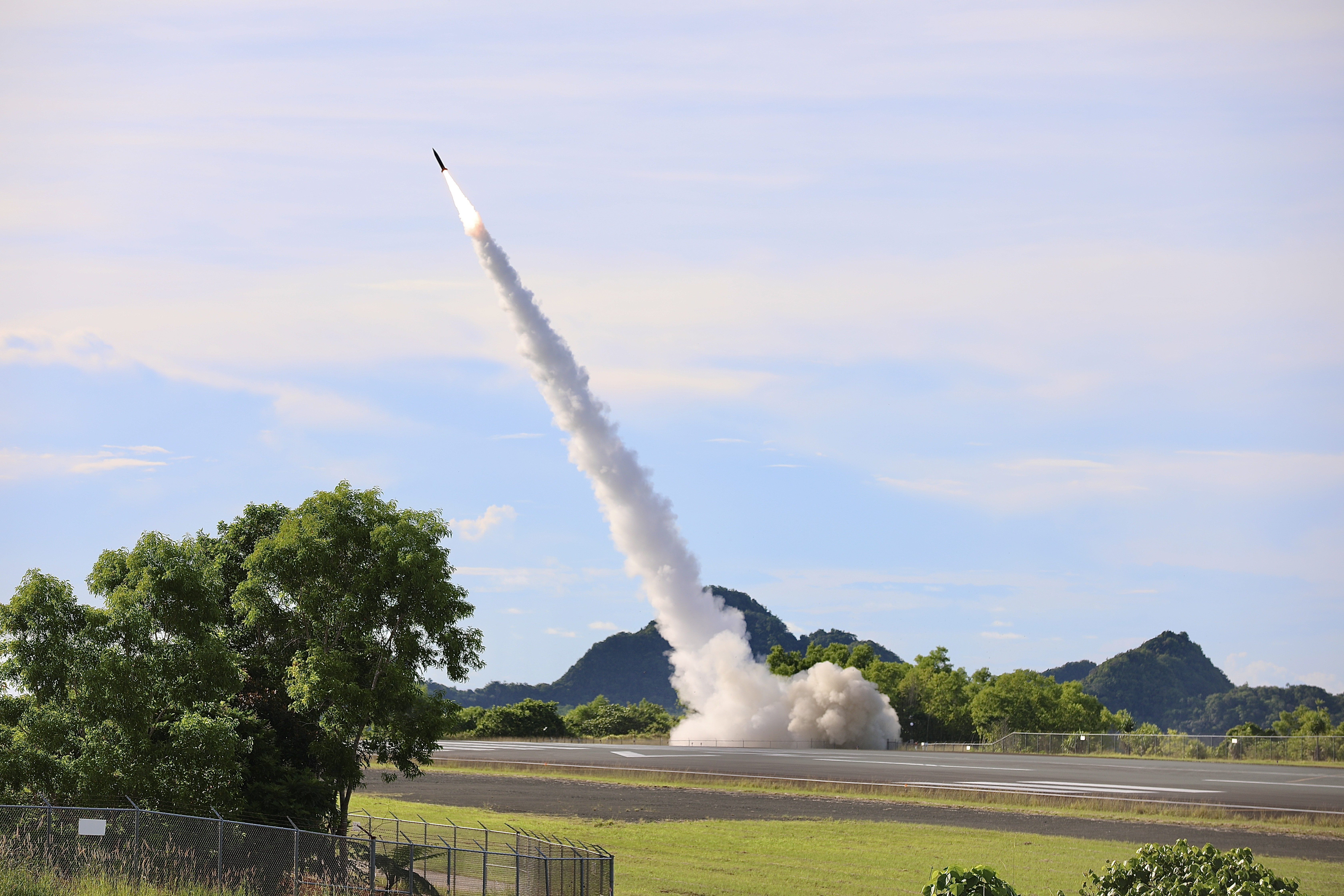
Odpal PrSM z Palau proti námořnímu cíli, jako odpalovací platforma byl použit Autonomous Multi-domain Launcher

Plánovaný upgrade Increment 2 by měl začít být zaváděn do služby od roku 2026 a přinést především vylepšený zaměřovací a naváděcí systém, který nově umožní zasahovat pohyblivé cíle, především lodě. Zaměřovací systém bude schopen navádět se na zdroje rádiových signálů, což zvýší také efektivitu použití proti systémům protivzdušné obrany protivníka a systémům elektronického boje.
V červnu 2024 bylo oznámeno, že dvě rakety PrSM odpálené z Palau během cvičení Valiant Shield 2024 úspěšně zasáhly pohybující se námořní cíle. Ačkoliv nebylo výslovně sděleno, že byl použit zaměřovací a naváděcí systém Increment 2, lze to předpokládat – původní verze schopnost zasahovat pohyblivé cíle nemá. Vývoj tak byl zřejmě oproti předpokladu urychlen, původně měly první testy proběhnout až v posledním čtvrtletí roku 2024.

### Increment 3
Upgrade označovaný jako Increment 3 by měl přinést nové hlavice, včetně těch schopných vypouštět dosud nespecifikovaný obsah. Očekává se, že by mohlo jít jak o nové unitární hlavice optimalizované proti specifickým typům cílů, tak hlavice obsahující např. drony nebo submunici.

### Increment 4
Poslední ze zatím plánovaných vylepšení má přinést především zásadní zvýšení doletu až k hranici 1 000 km (možná s použitím ramjetu), což bylo umožněno vypovězením Smlouvy o likvidaci raket středního a krátkého doletu v roce 2019. Navzdory pořadovým číslům je možné, že Increment 4 bude realizován dříve než Increment 3, určující bude rychlost vývoje a potřeby armády. V úvahu přichází také vznik verze odpalované z letadel.

## Konstrukce

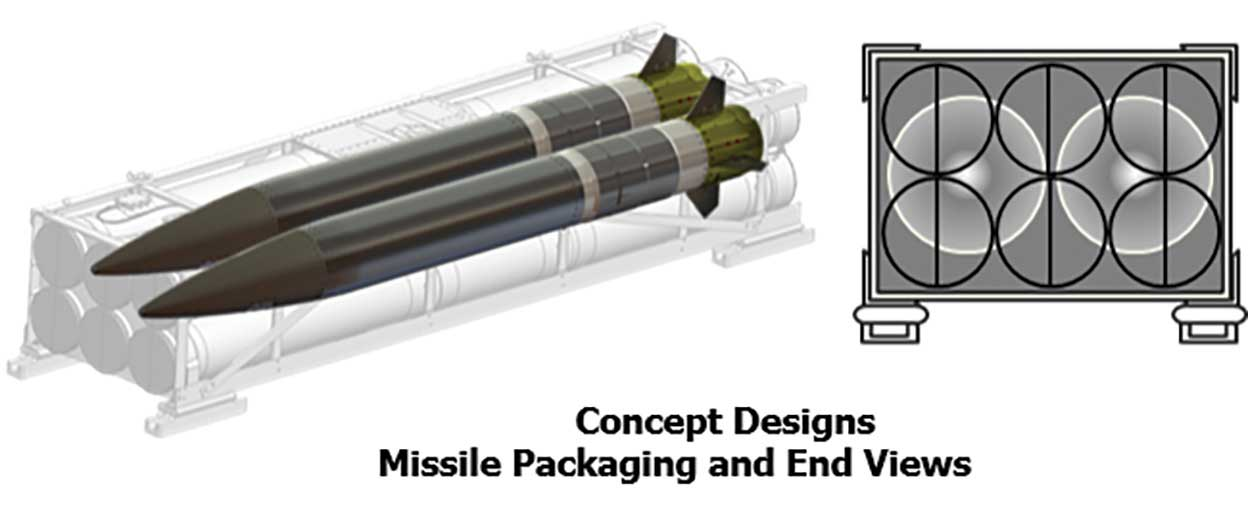
Vizualizace umístění dvou raket PrSM v odpalovacím kontejneru

Raketa má modulární konstrukci umožňující další upgrady. Přepravována a vypouštěna je ze standardizovaného kontejneru pro systémy M270 MLRS a M142 HIMARS. Jeden kontejner pojme dva kusy PrSM, zatímco starší rozměrnější ATACMS zabrala celý kontejner. V praxi tedy jeden HIMARS bude moci odpálit na jedno nabití dvě tyto střely a M270 vzhledem ke dvojitému odpalovacímu zařízení čtyři. Dvojnásobný počet střel pochopitelně bude moci být takto přepravován i muničními vozidly.
PrSM Increment 1 je vybavena 91kg unitární hlavicí a její efektivní dosah je 60–499 km, přičemž ještě nedisponuje schopností zasahovat pohyblivé cíle.

## Uživatelé

### Současní
- Spojené státy americké[9]

### Budoucí
- Austrálie – Austrálie je od roku 2021 součástí programu vývoje PrSM[17] a v roce 2024 potvrdila nákup nespecifikovaného množství střel.[18][19]

### Potenciální
- Spojené království – Velká Británie v roce 2022 podepsala memorandum s Lockheed Martin o záměru pořídit PrSM.[20] V kontextu programu upgradu a rozšíření počtu britských systémů M270 MLRS jsou PrSM zmiňovány jako možná munice i v oficiálních materiálech ministerstva obrany,[21] k červnu 2024 však objednávka podepsána nebyla.